# Ignacije Falzon
Nazju Falzon (Valletta, 1. srpnja 1813. – Valletta, 1. srpnja 1865.), malteški svećenik koji je proglašen blaženim 2001. godine.

## Životopis
Falzon je rođen 1813. godine, od oca Franje Josipa Falzona, sudca, i Marije Terezije Falzon, kćeri sudca. Imao je tri brata; sva četvorica postaju odvjetnici, a kasnije dvojica braće ulaze u svećenstvo. Ubrzo i sam Nazju Falzon dobiva diplomu iz teologije te počinje podučavati vjeronauk lokalnoj djeci.
Falzon je radio s britanskim vojnicima i mornarima koji su bili stacionirani na Malti te je uspio preobratiti 600 britanskih vojnika i 6 Židova. Prevodio je vjerske tekstove na lokalne jezike i prilagođavao ih za lakše razumijevanje. Uz to što je prevodio i sam je pisao neke tekstove. Nazju Falzon je umro na dan 52. rođendana, od srčanog udara, a pokopan je u kapeli Bezgrješnog začeća u franjevačkoj crkvi u Valletti.
Papa Ivan Pavao II. ga je proglasio blaženim 2001. godine. Jedan od motiva proglašenja blaženim bilo je ozdravljenje čovjeka oboljelog od raka 1981. godine. Franjevac Marjan Vella napisao je životopis Nazjua Falzona, "Glorja Tal-Kleru Malti".